# Thilachium macrophyllum
Thilachium macrophyllum är en kaprisväxtart som beskrevs av Ernest Friedrich Gilg. Thilachium macrophyllum ingår i släktet Thilachium och familjen kaprisväxter. Inga underarter finns listade i Catalogue of Life.